# Andrej Ocvirk
Andrej (Andro) Ocvirk, slovenski gospodarstvenik in politik, *30. november 1942, Teharje † januar 2019.
Bil je doktor kemije in gospodarstvenik.
Bil je predavatelj fizike Visoki tehniški varnotni šoli v Ljubljani, direktor Belinke (1970-74), Yulona, Petrola, Slovenskih železarn, Iskre Holdinga (1994-97), LEKa 1997-99.
Imel je tudi politične funkcije: mdr. je bil zvezni sekretar za energetiko in industrijo (1986-88) v jugoslovanskem Zveznem izvršnem svetu.
Med 8. majem 1991 in 14. majem 1992 je bil podpredsednik Vlade Republike Slovenije, pristojen za gospodarstvo.
Ukvarjal se je s kemijsko fiziko ter preučeval zlasti vibracije v molekularnih sistemih..